# تیپ روز موعود
تیپ روز موعود (بهعربی: لواء الیوم الموعود، با نام اصلی مقاومون) یکی از گروه‌های اسلام‌گرای شیعه است. این گروه علاوه بر عراق در سوریه نیز مشغول به عملیات می‌باشد. روز موعود یکی از بزرگ‌ترین و قدرتمندترین گروه‌هایی است که ارتش آمریکا در سال ۲۰۱۰ از آنها به عنوان نیروهای ویژه یاد کرد.